# Chorobowość
Chorobowość (ang. prevalence), a dokładniej współczynnik chorobowości (ang. prevalence rate) – liczba chorych w danej chwili na konkretną chorobę w określonej grupie mieszkańców (np. na 100 tys. mieszkańców). Współczynnik ten obejmuje zarówno osoby chorujące już wcześniej, jak i nowo stwierdzone przypadki (zapadalność).

## Typy
według okresu analizy:
- chorobowość punktowa (w danym dniu)
- chorobowość okresowa (roczna, 5-letnia)
- chorobowość życiowa (w ciągu całego życia)

według innych cech:
- chorobowość hospitalizowana (szpitalna): dane o pobytach w szpitalu[2]

## Związek z zapadalnością
Dla chorób przewlekłych:
Chorobowość = zapadalność x czas trwania choroby
dla chorób krótkotrwałych (trwających krócej niż okres analizy chorobowości):
Chorobowość = zapadalność

## Przykłady
- Około 12% kobiet w Stanach Zjednoczonych zachoruje na inwazyjnego raka piersi w ciągu swojego życia.
- Obecnie jest około 2,8 miliona kobiet z rakiem piersi w Stanach Zjednoczonych. Ta liczba obejmuje kobiety aktualnie leczone i wyleczone z raka piersi[4]. Jest to około 0,004 liczby wszystkich kobiet w Stanach Zjednoczonych (0,4%)
- 5-letnia chorobowość raka piersi wśród kobiet w Polsce w 2012 roku wynosi 68 000, inaczej 370/105 kobiet[5], czyli około 0,003 liczby wszystkich kobiet (= 0,3%) w kraju.